# Kenya Airways
Kenya Airways Ltd. také Kenya Airways je hlavní letecká společnost v Keni. Společnost Kenya Airways zahájila svou činnost v roce 1977, jako East African Airways.

## Destinace

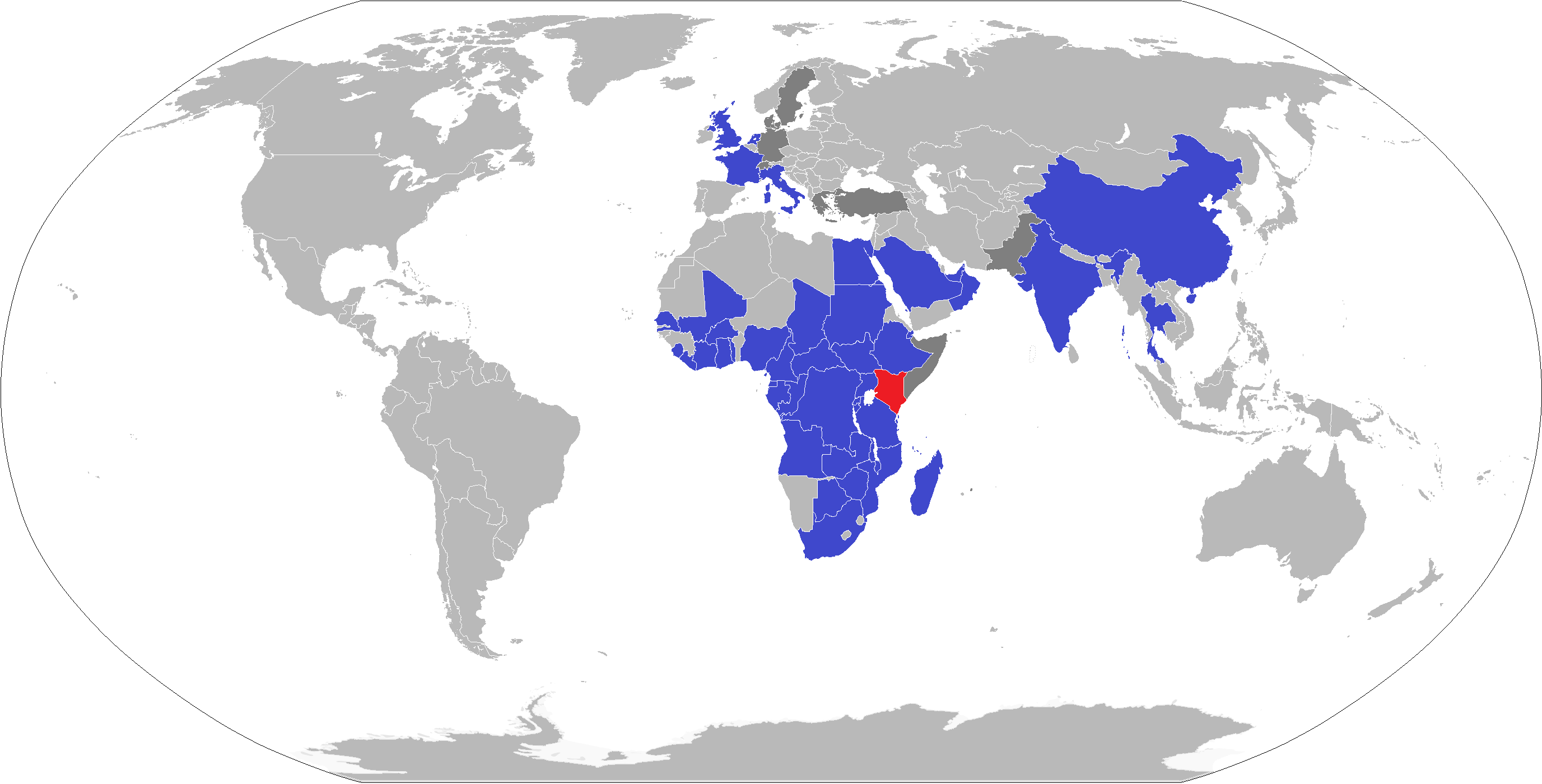
Destinace Kenya Airways

| Destinace                    | Město                 | Letiště                                         | Reference   |
| ---------------------------- | --------------------- | ----------------------------------------------- | ----------- |
| Angola                       | Luanda                | Letiště Quatro de Fevereiro                     | [ 1 ]       |
| Benin                        | Cotonou               | Cadjehoun Airport                               | [ 1 ]       |
| Botswana                     | Gaborone              | Sir Seretse Khama International Airport         | [ 1 ]       |
| Burkina Faso                 | Ouagadougou           | letiště Ouagadougou                             | [ 2 ]       |
| Burundi                      | Bujumbura             | letiště Bujumbura                               | [ 1 ]       |
| Kamerun                      | Douala                | Douala International Airport                    | [ 1 ]       |
| Kamerun                      | Yaoundé               | Yaoundé Nsimalen International Airport          | [ 1 ]       |
| Středoafrická republika      | Bangui                | Bangui M'Poko International Airport             | [ 1 ]       |
| Čad                          | N'Djamena             | Letiště N'Djamena                               | [ 3 ] [ 4 ] |
| Čína                         | Kanton                | Guangzhou Baiyun International Airport          | [ 1 ] [ 5 ] |
| Komory                       | Moroni                | Prince Said Ibrahim Airport                     | [ 1 ]       |
| Pobřeží slonoviny            | Abidžan               | Port Bouet Airport                              | [ 1 ]       |
| Demokratická republika Kongo | Kinshasa              | Letiště N'djili                                 | [ 1 ]       |
| Demokratická republika Kongo | Kisangani             | Letiště Bangoka                                 | [ 1 ]       |
| Demokratická republika Kongo | Lubumbashi            | Letiště Lubumbashi                              | [ 1 ]       |
| Dánsko                       | Kodaň                 | Letiště Kodaň                                   | [ 6 ]       |
| Džibutsko                    | Džibuti               | Letiště Džíbútí-Ambúlí                          | [ 1 ]       |
| Egypt                        | Káhira                | Mezinárodní letiště Káhira                      | [ 1 ]       |
| Rovníková Guinea             | Malabo                | Mezinárodní letiště Malabo                      | [ 1 ]       |
| Etiopie                      | Addis Abeba           | Bole International Airport                      | [ 1 ]       |
| Francie                      | Paříž                 | Letiště Charlese de Gaulla                      | [ 1 ]       |
| Francie                      | Paříž                 | Letiště Paříž-Orly                              | [ 7 ]       |
| Gabon                        | Libreville            | Letiště Libreville                              | [ 1 ]       |
| Německo                      | Frankfurt nad Mohanem | Letiště Frankfurt nad Mohanem                   | [ 8 ]       |
| Ghana                        | Akkra                 | Letiště Accra                                   | [ 1 ]       |
| Řecko                        | Athény                | Letiště Ellinikon                               | [ 9 ]       |
| Hongkong                     | Victoria              | Mezinárodní letiště Hongkong                    | [ 1 ]       |
| Indie                        | Dillí                 | Mezinárodní letiště Indiry Gándhíové            | [ 1 ]       |
| Indie                        | Bombaj                | Mezinárodní letiště Čhatrapatího Šivádžího      | [ 1 ]       |
| Itálie                       | Řím                   | Letiště Řím-Fiumicino                           | [ 10 ]      |
| Keňa                         | Eldoret               | Eldoret International Airport                   | [ 11 ]      |
| Keňa                         | Kisumu                | Kisumu Airport                                  | [ 1 ]       |
| Keňa                         | Lokichogio            | Lokichogio Airport                              | [ 6 ]       |
| Keňa                         | Malindi               | Malindi Airport                                 | [ 1 ]       |
| Keňa                         | Mombasa               | Moi International Airport                       | [ 1 ]       |
| Keňa                         | Mumias                | Mumias Airport                                  | [ 12 ]      |
| Keňa                         | Nairobi               | Letiště Nairobi                                 | [ 1 ]       |
| Libérie                      | Monrovia              | Roberts International Airport                   | [ 1 ]       |
| Madagaskar                   | Antananarivo          | Ivato Airport                                   | [ 1 ]       |
| Malawi                       | Blantyre              | Chileka International Airport                   | [ 1 ]       |
| Malawi                       | Lilongwe              | Lilongwe International Airport                  | [ 1 ]       |
| Mali                         | Bamako                | Letiště Bamako                                  | [ 1 ]       |
| Mauricius                    | Port Louis            | Sir Seewoosagur Ramgoolam International Airport | [ 13 ]      |
| Mayotte                      | Mamoudzou             | Dzaoudzi Pamandzi International Airport         | [ 1 ]       |
| Mosambik                     | Maputo                | Letiště Maputo                                  | [ 1 ]       |
| Mosambik                     | Nampula               | Nampula Airport                                 | [ 1 ]       |
| Nizozemsko                   | Amsterdam             | Letiště Amsterdam Schiphol                      | [ 1 ]       |
| Nigérie                      | Abuja                 | Nnamdi Azikiwe International Airport            | [ 14 ]      |
| Nigérie                      | Lagos                 | Murtala Muhammed International Airport          | [ 1 ]       |
| Omán                         | Maskat                | Mezinárodní letiště Maskat                      | [ 10 ]      |
| Pákistán                     | Karáčí                | Mezinárodní letiště Džinnáh                     | [ 6 ]       |
| Republika Kongo              | Brazzaville           | Maya-Maya Airport                               | [ 1 ]       |
| Rwanda                       | Kigali                | Kigali International Airport                    | [ 1 ]       |
| Saúdská Arábie               | Džidda                | Mezinárodní letiště Krále Abda al-Azíze         | [ 1 ]       |
| Senegal                      | Dakar                 | Léopold Sédar Senghor International Airport     | [ 1 ]       |
| Seychely                     | Mahé                  | Seychelles International Airport                | [ 1 ]       |
| Sierra Leone                 | Freetown              | Lungi International Airport                     | [ 1 ]       |
| Somálsko                     | Mogadišo              | Letiště Mogadišu                                | [ 8 ]       |
| Jižní Afrika                 | Kapské Město          | Mezinárodní letiště Kapské Město                | [ 8 ]       |
| Jižní Afrika                 | Johannesburg          | Letiště Johannesburg                            | [ 1 ]       |
| Jižní Afrika                 | Džuba                 | Letiště Juba                                    | [ 1 ]       |
| Súdán                        | Chartúm               | Mezinárodní letiště Chartúm                     | [ 1 ]       |
| Švédsko                      | Stockholm             | Stockholm-Arlanda                               | [ 15 ]      |
| Švýcarsko                    | Curych                | Letiště London Heathrow                         | [ 8 ]       |
| Tanzanie                     | Dar es Salaam         | Julius Nyerere International Airport            | [ 1 ]       |
| Tanzanie                     | Kilimandžáro          | Kilimanjaro International Airport               | [ 11 ]      |
| Tanzanie                     | Zanzibar              | Abeid Amani Karume International Airport        | [ 16 ]      |
| Thajsko                      | Bangkok               | Letiště Bangkok-Suvarnabhumi                    | [ 1 ]       |
| Turecko                      | Istanbul              | Atatürkovo letiště                              | [ 17 ]      |
| Uganda                       | Entebbe/Kampala       | Mezinárodní letiště Entebbe                     | [ 1 ]       |
| Spojené arabské emiráty      | Abú Zabí              | Mezinárodní letiště Abú Zabí                    | [ 18 ]      |
| Spojené arabské emiráty      | Dubaj                 | Mezinárodní letiště Dubaj                       | [ 1 ]       |
| Spojené království           | Bristol               | Letiště Bristol                                 | [ 1 ]       |
| Spojené království           | Londýn                | Letiště London Heathrow                         | [ 1 ]       |
| Zambie                       | Livingstone           | Livingstone Airport                             | [ 1 ]       |
| Zambie                       | Lusaka                | Letiště Lusaka                                  | [ 1 ]       |
| Zambie                       | Ndola                 | Ndola Airport                                   | [ 1 ]       |
| Zimbabwe                     | Harare                | Letiště Harare                                  | [ 1 ]       |

## Flotila
| Typ              | Počet | Objednávky | Cestující | Cestující | Cestující | Registrace | Poznámky              |
| Typ              | Počet | Objednávky | B         | E         | Celkem    | Registrace | Poznámky              |
| ---------------- | ----- | ---------- | --------- | --------- | --------- | ---------- | --------------------- |
| Boeing 777-300ER | 1     | -          | 28        | 372       | 400       |            |                       |
| Boeing 777-200ER | 4     | -          | 28        | 294       | 322       |            |                       |
| Boeing 767-300ER | 6     | -          | 20        | 196       | 216       |            |                       |
| Boeing 737-800   | 5     | -          | 16        | 129       | 145       |            |                       |
| Boeing 737-700   | 4     | -          | 16        | 100       | 116       |            |                       |
| Boeing 737-300   | 6     | -          | 16        | 100       | 116       |            |                       |
| Boeing 787-8     | -     | 9          | ?         | ?         | ?         |            | Nejdříve po roce 2014 |
| Embraer 190 AR   | 12    | -          | 12        | 84        | 96        |            |                       |
| Embraer 170 LR   | 5     | -          | 8         | 64        | 72        |            |                       |